# Мария Антония фон Щолберг-Вернигероде
Мария Антония фон Щолберг-Вернигероде (на немски: Marie Antonia zu Stolberg-Wernigerode; * 6 февруари 1909, Варпалота, Унгария; † 24 януари 2003, Дирдорф) е графиня от Щолберг-Вернигероде и чрез женитба наследствена принцеса на Вид.

## Биография
Тя е дъщеря на граф Карл фон Щолберг-Вернигероде (1876 – 1934) и съпругата му Хилде фон Витцлебен (1884 – 1966), дъщеря на граф Хайнрих фон Витцлебен (1854 – 1933) и принцеса Мария Клементина Жени Анна Ройс (1860 – 1914), дъщеря на принц Хайнрих IX Ройс (1827 – 1898). Внучка е на граф Константин фон Щолберг-Вернигероде (1843 – 1905) и графиня Антония фон Щолберг-Вернигероде (1850 – 1878). Правнучка е на граф Вилхелм фон Щолберг-Вернигероде (1807 – 1898) и графиня Елизабет фон Щолберг-Росла (1817 – 1896).
Баща ѝ се жени втори път в Хершинг на 8 октомври 1931 г. за графиня Ерика фон Золмс-Зоненвалде (1880 – 1970), вдовица на граф Еберхард фон Щолберг-Вернигероде (1873 – 1929), дъщеря на граф Ото Карл Константин фон Золмс-Зоненвалде (1845 – 1886) и графиня Хелена фон Золмс-Барут (1854 – 1886).
Мария Антония фон Щолберг-Вернигероде умира на 93 години на 24 януари 2003 г. в Дирдорф, област Нойвид.

## Фамилия
Първи брак: на 29 април 1930 г. в Нойвид с наследствен принц Херман Вилхелм Фридрих фон Вид (* 18 август 1899, Потсдам; † 5 ноември 1941, Рецесцов, Полша), големият син на 6. княз Вилхелм Фридрих фон Вид (1845 – 1907) и съпругата му принцеса Паулина фон Вюртемберг (1877 – 1965), дъщеря на крал Вилхелм II фон Вюртемберг (1848 – 1921) и принцеса Мария фон Валдек-Пирмонт (1857 – 1882). Те имат децата:
- Фридрих Вилхелм Хайнрих Константин фон Вид (* 2 юни 1931, Щутгарт; † 28 август 2000, Канада), 7. княз на Вид (1945 – 2000), женен I. на 31 август 1958 г. в Аролзен (цив), религиозно на 9 септември 1958 г. (развод 1962) за принцеса Гуда фон Валдек-Пирмонт (* 22 август 1939, Аролзен), II. (цив) в Нойвид на 14 юли 1967 г., (религиозно) в Рункел на 15 юли 1967 г. за принцеса София Шарлота фон Щолберг-Щолберг (* 4 октомври 1943, Нордхаузен); баща от първия брак на:
  - Фридрих Август Максимилиан Вилхелм Карл фон Вид (* 27 октомври 1961, Нойвид; † 12 март 2015), 8. княз на Вид
- Метфрид Александер Вилхелм Фридрих фон Вид (* 25 април 1935, Щутгарт) за (цив) в Андернах на 12 февруари 1968 г., (рел) в Нойвид на 14 февруари 1968 г. за фрайин Фелицитас фон дер Пален (* 31 декември 1948, Линих)
- Вилхелмина Фридерика Елизабет Хенриета Анастасия Остерлинд фон Вид (* 8 април 1939, Щутгарт), омъжена на 7 септември 1964 г. в Нойвид за Вернер фон Клитцинг (* 3 август 1934, Хановер)

Втори брак: на 31 август 1943 г. в Щравалде при Хернхут с Едмунд Франц фон Гордон (* 3 октомври 1901, Ласковиц; † 22 септември 1986, Андернах ам Рейн), син на Франц Адолф Теобалд Юлиус фон Гордон (1865 – 1942) и Магдалена фон Хасел (1872 – 1942). Те имат две деца:
- Петронела Анна Хилда Кристина фон Гордон (* 20 юни 1944, Щравалде)
- Йохан Патрик Давид Томас фон Гордон (* 9 януари 1953, Дирдорф)